# Dallara F192
A Dallara F192 egy Formula–1-es versenyautó, melyet a Dallara tervezett és a BMS Scuderia Italia csapat versenyeztetett az 1992-es Formula–1 világbajnokság során. Pilótái Pierluigi Martini és JJ Lehto voltak.

## Áttekintés
A csapattulajdonos Giuseppe Lucchini leszerződött a Ferrarival arra, hogy a Minardi csapata helyett inkább nekik szállítsanak motort. Ezek a V12-es erőforrások ugyan 1991-es specifikációjúak voltak, de még jónak mondhatók. A Dallara által tervezett kasztni az előző évire épült, a megfelelő módosításokkal, amikkel az új motor járt együtt (többek között egy nagyobb üzemanyagtank). Az egyetlen autó volt a mezőnyben, amelynek magasan feküdt az orra és ezzel együtt mélyen az első szárnyvéglapjai, amelyeket az első futam tapasztalatai után kábelekkel erősítettek meg. Eredeti kivitelében csak a hátsó tengelyen volt kettős lengéscsillapító, később úgy módosították a kasztnit, hogy elől is legyen. Az autót az óvatlan szemlélő könnyen összetéveszthette egy Ferrarival a használt színek, a Marlboro és az Agip szponzorációja okán, az oldaldobozokra felfestett nagy szponzor, a Lucchini acélipari vállalat reklámja adta a fő ismertetőjegyét.
Az autóval kezdetben gondok voltak, főként a futóművel és emiatt a vezethetőséggel. Az első három verseny így nem is sikerült jól, majd Martini a spanyol és a San Marinó-i nagydíjon gyorsan szerzett egy-egy pontot. Többet már nem sikerült a szezonban, pedig sokszor közel voltak a pontszerzéshez, és emiatt a középmezőny élére sem sikerült törniük. A kudarc miatt a csapat megszakította a Dallarával az együttműködést a szezon végén.

## Eredmények
| Év   | Csapat              | Motor       | Gumik | Pilóták           | 1   | 2   | 3   | 4   | 5   | 6   | 7   | 8   | 9   | 10  | 11  | 12  | 13  | 14  | 15  | 16  | Pontok | Helyezés |
| ---- | ------------------- | ----------- | ----- | ----------------- | --- | --- | --- | --- | --- | --- | --- | --- | --- | --- | --- | --- | --- | --- | --- | --- | ------ | -------- |
| 1992 | BMS Scuderia Italia | Ferrari 037 | G     |                   | RSA | MEX | BRA | ESP | SMR | MON | CAN | FRA | GBR | GER | HUN | BEL | ITA | POR | JPN | AUS | 2      | 10.      |
| 1992 | BMS Scuderia Italia | Ferrari 037 | G     | JJ Lehto          | KI  | 8   | 8   | KI  | KI  | 9   | 9   | 9   | 13  | 10  | NK  | 7   | KI  | KI  | 9   | KI  | 2      | 10.      |
| 1992 | BMS Scuderia Italia | Ferrari 037 | G     | Pierluigi Martini | KI  | KI  | KI  | 6   | 6   | KI  | 8   | 10  | 15  | 11  | KI  | KI  | 8   | KI  | 10  | KI  | 2      | 10.      |